# 半島酒店

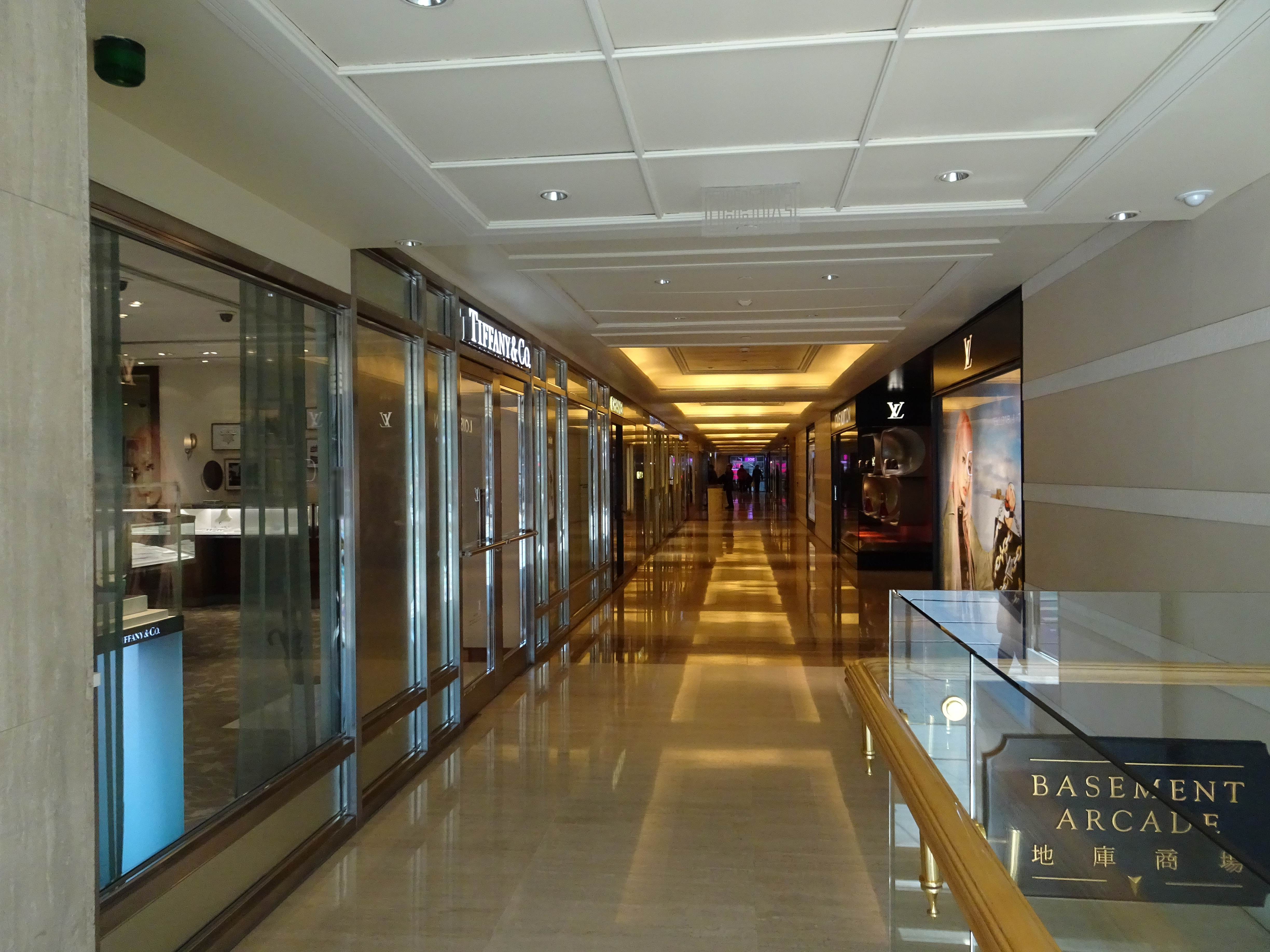
半島酒店商場

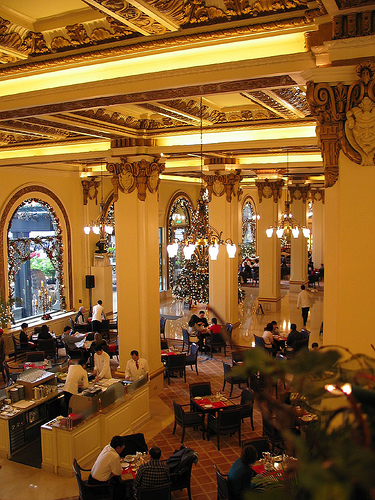
半島酒店大堂

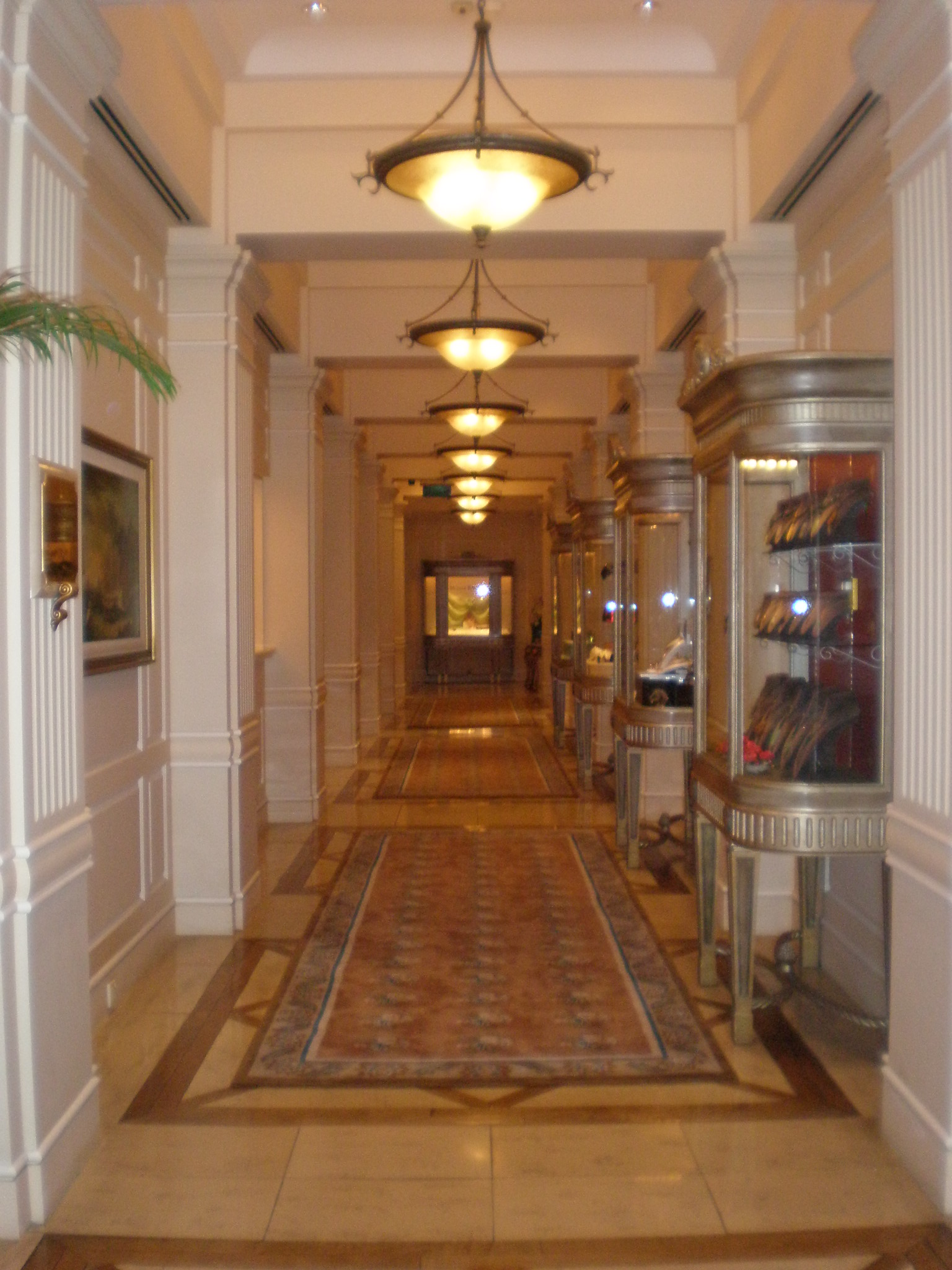
半島酒店二樓通道

香港半島酒店（英語：The Peninsula Hong Kong），為香港上海大酒店的旗艦酒店，於1928年開業，是香港上海大酒店首間命名為「半島」的酒店。位於九龍尖沙咀梳士巴利道22號，是香港現存歷史最悠久及最著名的甲級高價酒店，也是全球最著名及最豪華的酒店之一。基於其極為珍貴的歷史及建築價值，酒店建築被古物古蹟辦事處評審為一級歷史建築。

## 概覽
半島酒店面對維多利亞港，中高層享有海景。酒店有300間客房，客房面積較香港一般酒店大。設施包括羅馬宮廷風格的游泳池及健身俱樂部，地下商場多是名牌店。酒店於1970年購入勞斯萊斯豪華轎車作為車隊，現時所用的14輛勞斯萊斯幻影轎車是全球最大的勞斯萊斯車隊，並創下勞斯萊斯有史以來最昂貴的訂單紀錄。
酒店由猶太裔的嘉道理家族擁有及經營，由香港上海大酒店持有。
半島酒店曾被選為全球十大知名酒店，曾入住的名人包括美國前總統、影星、NBA球星等，英女王亦指定下榻。其他曾入住酒店之名人包括伊丽莎白·泰勒及楊虎城。
半島酒店是參與幻彩詠香江匯演的建築物之一。

## 歷史
半島酒店由1924年酒店動工興建，至1926年至1927年期間竣工，並於1928年12月11日正式開業。開業前的1927年2月，英軍派遣部隊到上海英租界，曾一度進駐作為臨時軍營。

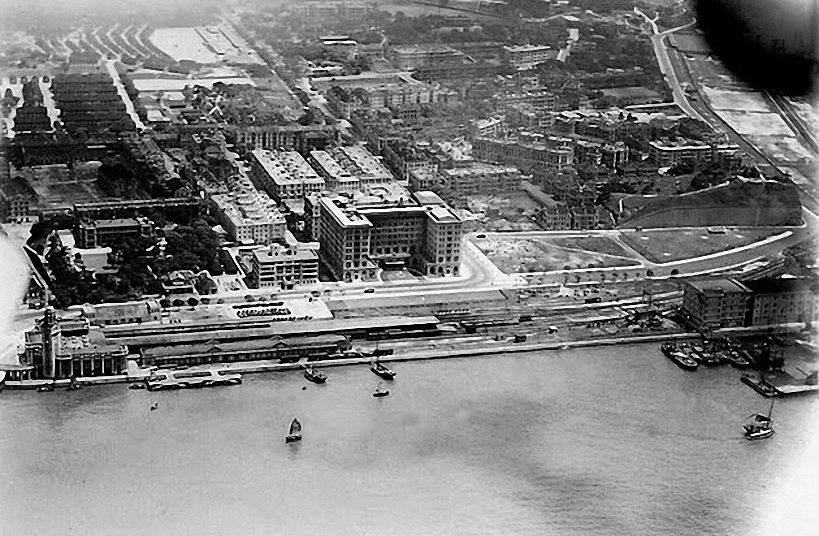
從高空看半島酒店（1931年）

### 落成開業
酒店樓高七層，為當時香港最高的建築，也是1950年代前九龍最高的建築。以巴洛克復興風格设计及建造。建築物立面有大量古典特徵作裝飾，如石雕刻、拱窗、拱心石等，強烈突出的屋簷為建築物帶來意大利式豪華建築外觀。正門前小廣場原設有車房，其後拆卸並改為大理石噴水池。建築物內部有大量新古典及巴洛克風格的裝飾，裝飾相當華麗。當時酒店有「遠東貴婦」的稱號，是當時全亞洲最先進及豪華的酒店之一，旋即成為富豪及社會精英的熱門社交場所，亦都吸引了多位外國名人入住。首位入住的英國王室人員是1929年入住的告羅士打公爵。

### 日佔時期
1941年12月6日晚上，香港總督楊慕琦親臨半島酒店出席為中國抗日戰爭籌款而舉行的慈善舞會，惟兩日後香港保衛戰旋即爆發。日軍於12月12日佔領九龍半島，半島酒店升起了日本國旗，並成為日軍的臨時指揮部。1941年12月25日傍晚，身兼香港三軍總司令的香港總督楊慕琦與駐港英軍司令莫德庇乘坐天星小輪到半島酒店336室，向日軍酒井隆中將投降並簽署降書。在日佔時期初期至1942年2月20日，半島酒店曾被日軍徵用作為戰爭司令部及軍政廳行政總部，及後第一任日佔時期總督磯谷廉介亦曾在半島酒店短暫居住兩個月才遷往港督府。1942年4月23日，酒店名稱被日方改為東亞酒店，至香港重光為止。重光初期，政府使用該酒店收容無家可歸者，亦曾經開放接收從上海逃出的猶太難民。1946年，交回酒店原主。

### 進出名人
1950年代起，半島酒店有「影人茶座」之稱，因不少電影明星都愛在半島酒店喝下午茶。1960年，酒店進行大規模重修，並安裝空調設施。1980年代，張國榮、鍾楚紅、張曼玉等藝人曾是酒店常客。影星、天后麥當娜以及日本藝人酒井法子也曾入住。

### 擴建維修
酒店其後於1988年再度維修，並於1991年起進行擴建工程，由酒店方授權承建商金門建築，在面向中間道的位置加建一幢30層的新翼，於1994年落成。新翼北面為辦公大樓，並於中間道設置獨立大堂，頂樓設有直昇機場，方便重要貴賓直接使用直昇機往來香港國際機場或暢遊香港上空。

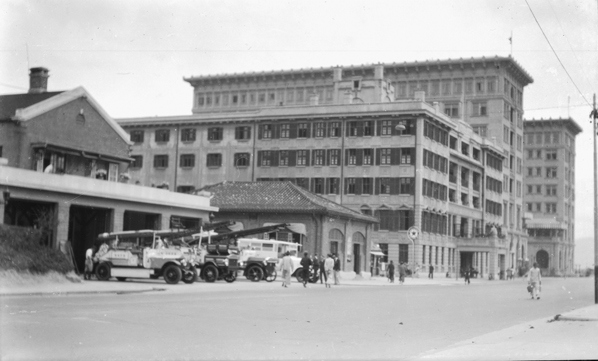
1930年代的半島酒店
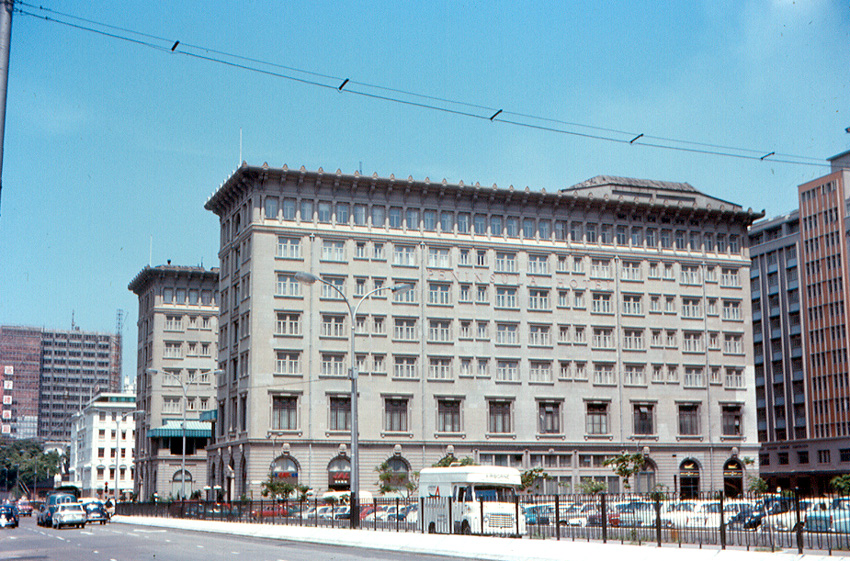
1960年代的半島酒店
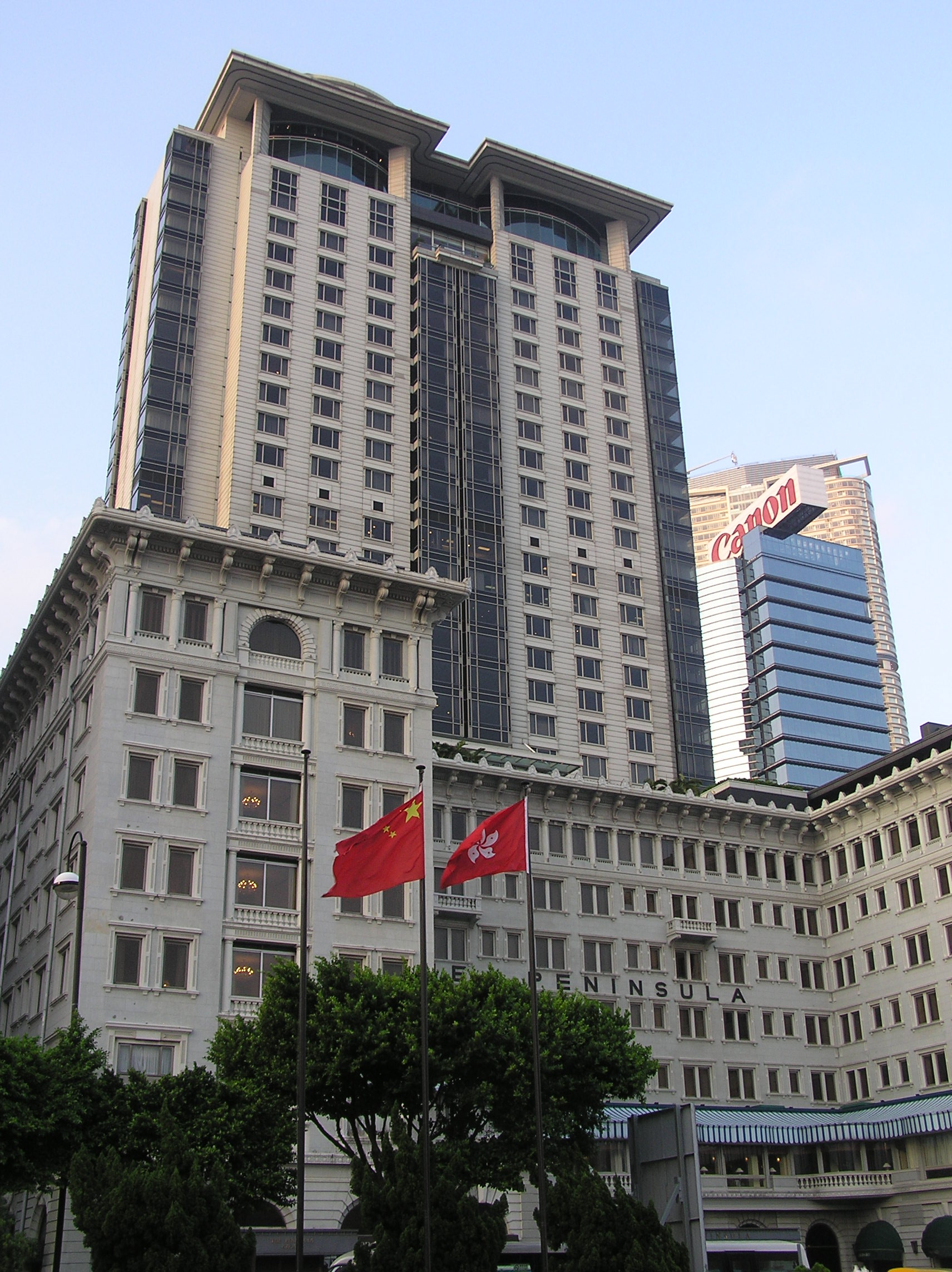
2000年代的半島酒店
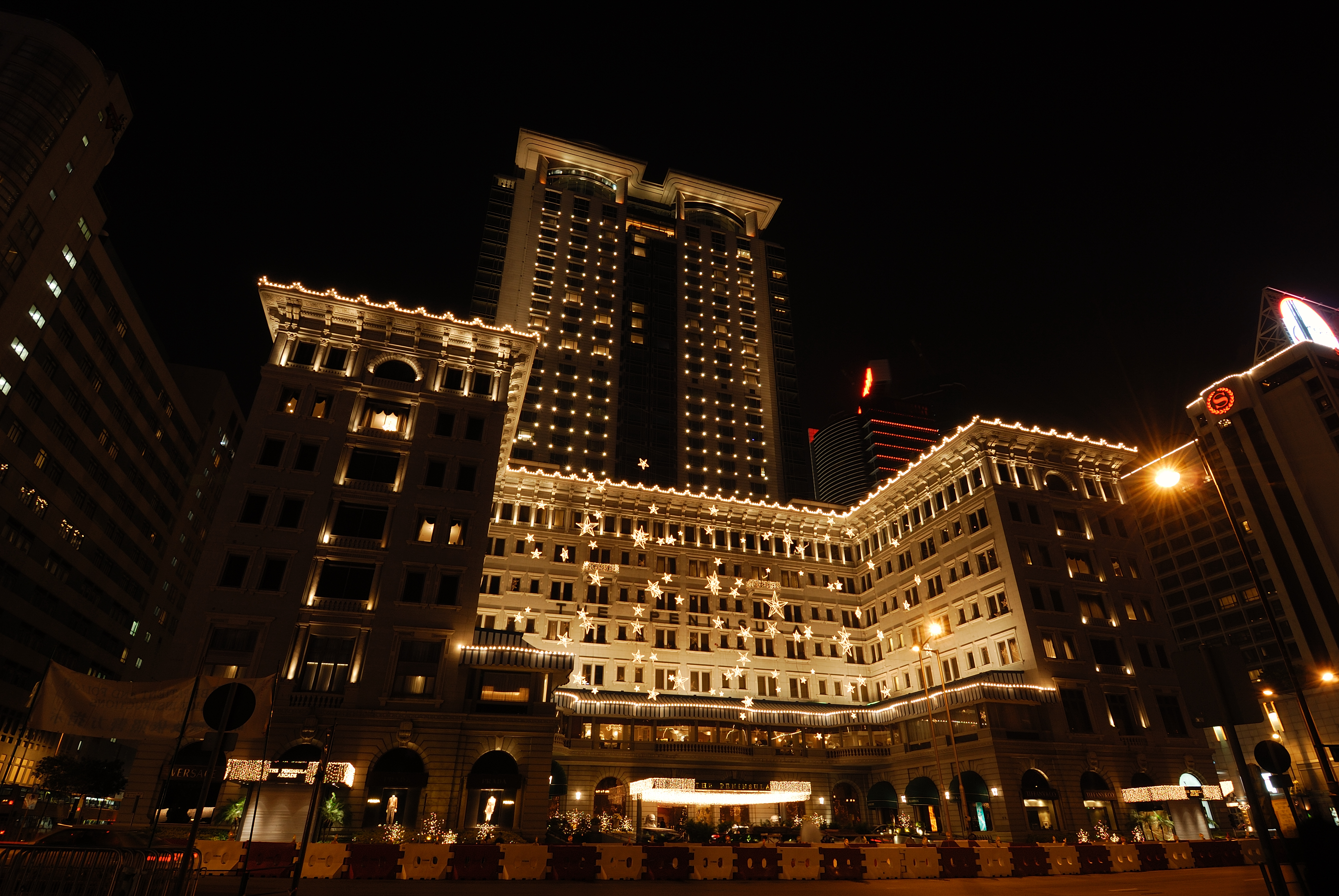
入夜後的半島酒店（2006年）

## 半島閣
半島閣曾經是半島酒店一座約11層高的附屬建築物，1950年代中興建，原址前身是一座三層高建築及其花園，毗鄰4層高的「星光酒店」騎樓。此新翼由1960年代初建成後營運至80年代初，位於與主建築旁中間道一街之隔的位置，面對彌敦道。

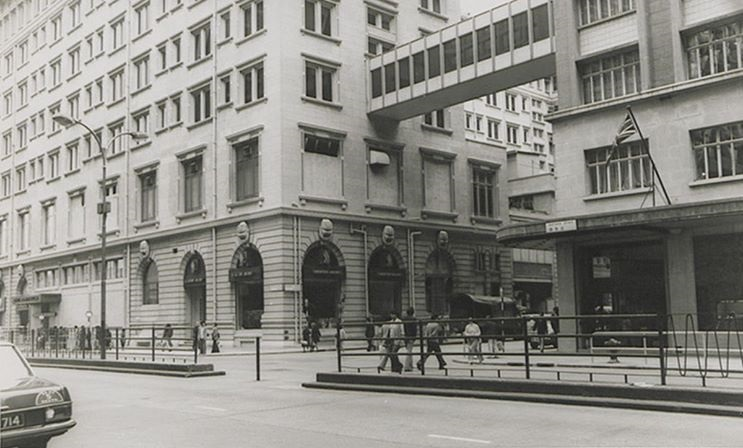
半島酒店（左）及昔日的半島閣（右）

約1970年，新翼在中間道之上興建了一條行人天橋作連接通道，以方便住客從低層部份（4樓）通往酒店主建築（2樓），建成不久後更被建築雜誌《Far East Builder》選為1971年6月號的封面題材。半島閣拆卸後，原址跟旁邊之美輪大酒店重建為今天的九龍酒店。

## 進駐餐廳
半島酒店擁有多家餐廳和酒吧，露台餐廳是提供國際美食的自助餐餐廳，吉地士（Gaddi's）被認為是全亞洲最佳的法國餐廳之一。位於28樓的Felix則提供太平洋沿岸美食，於1994年開始營業，由著名法籍設計師菲利普·斯塔克設計。半島的大堂茶座（The Lobby）以下午茶知名，常見不少香港本地名人；
位於酒店一樓的嘉麟樓（Spring Moon），在1986年開業，裝潢仿照酒店開業時的高級中菜館設計而成，提供精緻的廣東菜。開業後的首個中秋就有奶黃月餅面世，只在餐館內供應，由於反應熱烈，1987年起嘉麟樓便正式推出零售包裝的奶黃月餅。
另外二樓供應瑞士餐的「瑞樵閣」（Chesa）也享負盛名。在大堂供應的英式下午茶也是十分受歡迎，每逢假日必定人潮如鯽。
2011年11月底，宣布2012年將不再提供有魚翅的料理，以響應全球鯊魚保育議題。

## 事件
2019年10月27日反修例運動「追究警暴 守護民眾」集會期間，尖沙咀一帶爆發警民衝突。當時有數十人聚集及圍觀，其後警方施放的催淚煙隨風而至，門前人士和無裝備示威者其後進入酒店大堂暫避。酒店事後已關閉所有出入口，並安排保安員駐守。此乃繼1942年後，半島酒店第二次被用作民眾避難所。

## 圖片

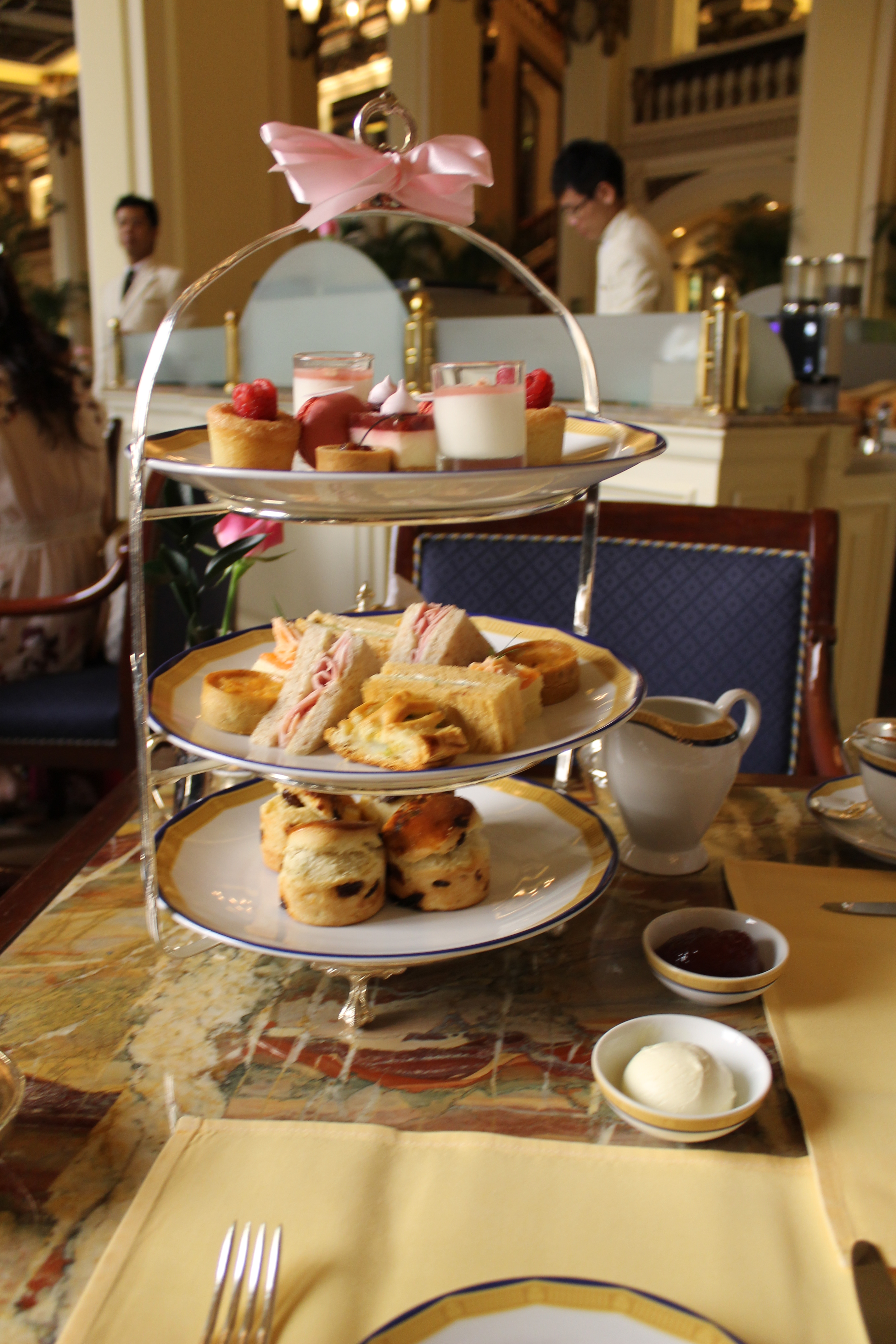
半島酒店供應的英式下午茶
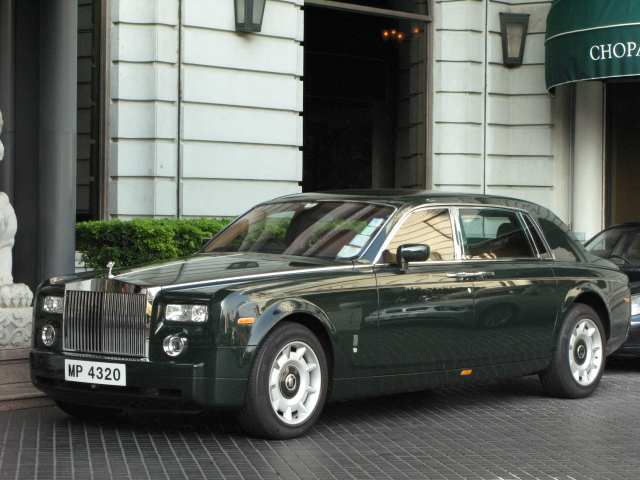
酒店的勞斯萊斯幻影豪華轎車
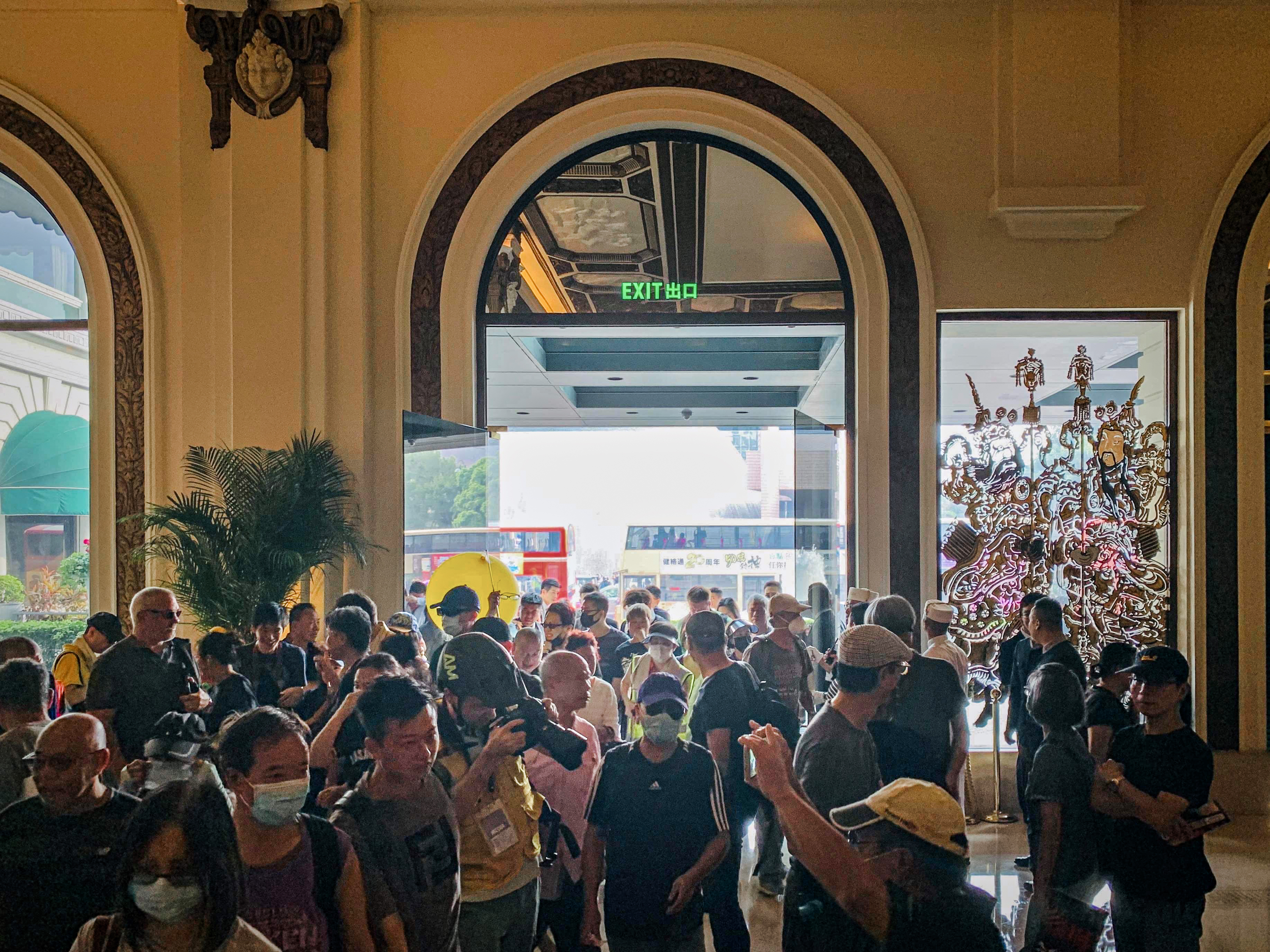
2019年10月27日「追究警暴 守護民眾」集會期間，市民和部分示威者進入酒店大堂暫避

## 鄰近酒店
| - 九龍酒店 - 香港金域假日酒店 - 帝國酒店 - 香港喜來登酒店 - 香港瑰麗酒店 - 香港麗晶酒店 | - 國賓酒店 - 美輪大酒店 - 香港洲際酒店 |